# Rodney Smith
Rodney Smith (Miami, 11 marzo 1990) è un giocatore di football americano statunitense che gioca nel ruolo di wide receiver per i Seattle Seahawks della National Football League (NFL). Non selezionato nell'ambito del Draft NFL 2013, fu in seguito ingaggiato dai Minnesota Vikings come undrafted free agent. Al college giocò a football presso l’Università statale della Florida.

## Carriera universitaria
Dopo aver frequentato la Archbishop Carroll High School a Miami, Smith giocò per i Seminoles dell'Università statale della Florida con i quali in 4 anni collezionò 48 presenze per un totale di 1540 yard (media di 32.1 yard a partita) e 10 touchdown.

## Carriera professionistica

### Minnesota Vikings
Dopo non esser stato scelto durante il Draft NFL 2013, Smith firmò come undrafted free agent con i Vikings il 27 aprile e si distinse durante la pre-stagione per aver catturato un passaggio da touchdown di 35 yard lanciato dal quarterback McLeod Bethel-Thompson. Ciò nonostante fu svincolato il 31 agosto ed in seguito inserito nella squadra di allenamento. Il 2 ottobre 2014 Smith venne nuovamente svincolato dai Vikings, dopo aver totalizzato 5 presenze in 2 stagioni (senza mettere statistiche a referto) con la franchigia del Minnesota.

### Cleveland Browns
Il giorno seguente Smith venne ingaggiato dai Cleveland Browns, con i quali scese in campo in altre 3 occasioni nella stagione 2014 senza tuttavia mettere a referto ancora alcuna statistica.